# NGC 912
NGC 912 је елиптична галаксија у сазвежђу Андромеда која се налази на NGC листи објеката дубоког неба.
Деклинација објекта је + 41° 46' 41" а ректасцензија 2h 25m 42,7s. Привидна величина (магнитуда) објекта NGC 912 износи 14,1 а фотографска магнитуда 15,1. NGC 912 је још познат и под ознакама MCG 7-6-15, CGCG 539-20, NPM1G +41.0069, PGC 9222.